# Visrivier (Zuid-Afrika)

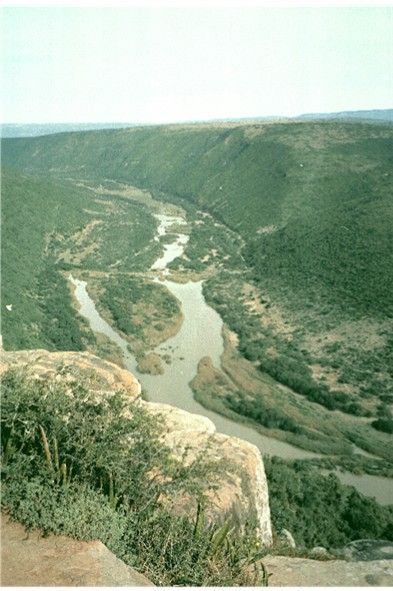
Visrivier

De Visrivier of Groot Visrivier is een rivier in de Oostelijke Kaapprovincie van Zuid-Afrika. Hoewel het geen bijzonder grote rivier is - die zijn er nauwelijks in het land - heeft de rivier een grote rol gespeeld in de geschiedenis van Zuid-Afrika. De waterloop vormde aan het eind van de 18e eeuw de grens tussen de Kaapkolonie en het gebied van de amaXhosa en was voordien al bij benadering de grens tussen de sprekers van isiXhosa (een Bantoe taal) en de Khoikhoi die een Khoisantaal spraken. In de Britse tijd werd het gebied tussen Vis- en Keirivier (the Border) het schouwtoneel van Britse kolonisatie en gedurende de hele 19e eeuw kwamen er negen Xhosa-oorlogen aan te pas voordat ook het gebied aan beide zijdes van de Kei in koloniale handen was.
Met de 'onafhankelijkheid' van Ciskei werd de Visrivier opnieuw de grens, nu tussen de Republiek van Zuid-Afrika en Ciskei.
Voor een deel vormt de rivier nu de westgrens van het wildpark Dubbeldrift, waar een uitkijkpunt uitzicht op de vallei van de rivier geeft (zie afbeelding). Ook aan de andere zijde is natuurgebied (het Andries Vosloo Koedoepark).
- Library of Congress Control Number: sh2006004342
- Nationale Bibliotheek van Israël: 987007564174405171
- Virtual International Authority File: 239226972